# 鸽乳

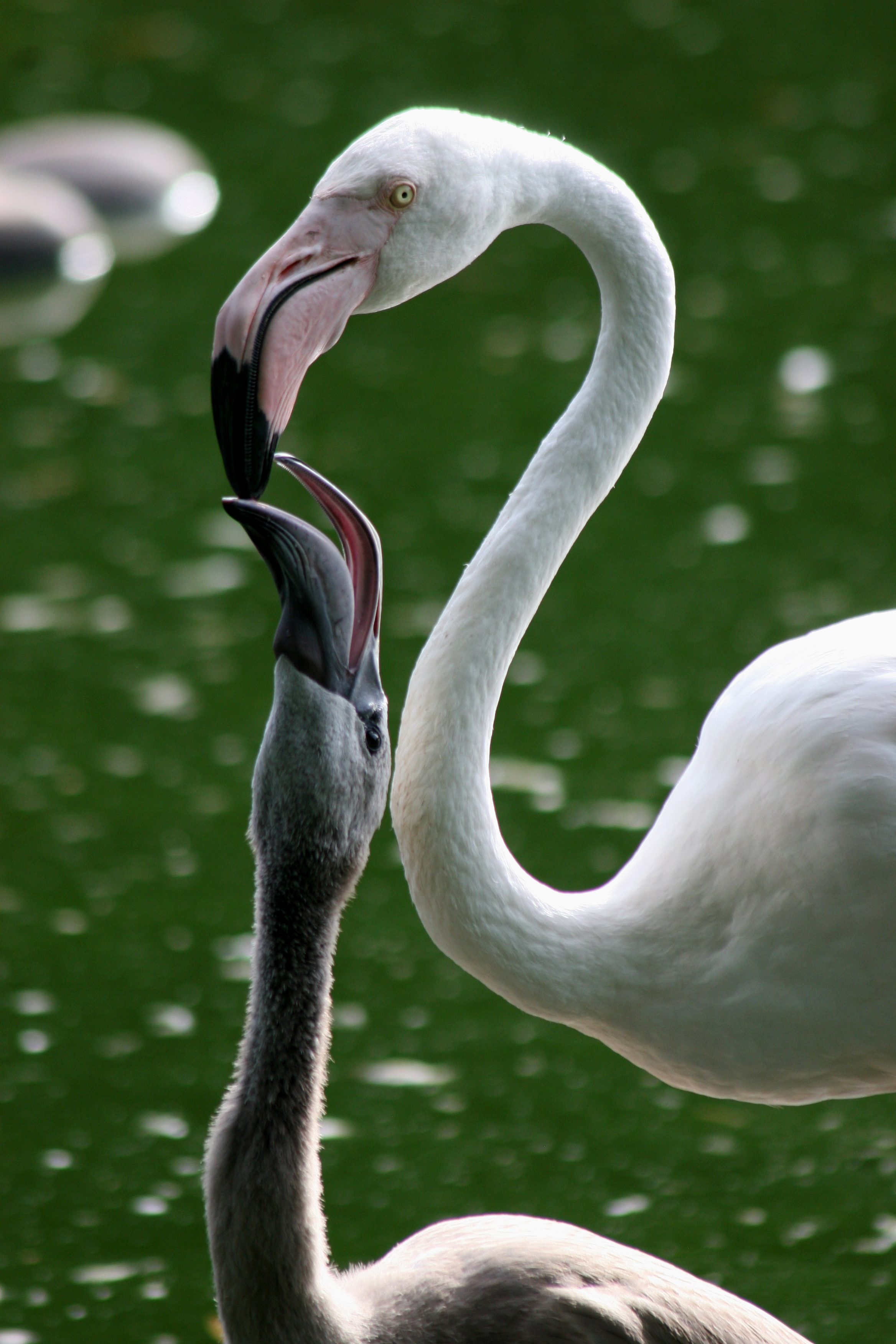
一隻巴塞爾動物園的火烈鳥正在用鴿乳哺乳後代

鴿乳，又稱嗉囊乳，是親代鳥類從嗉囊中反芻給雛鳥的一種分泌物。所有鸠鸽科鳥類都能夠分泌這種物質，此外有此能力的還有紅鸛和一些企鵝。

## 與哺乳動物乳的區別
鴿乳與哺乳動物的乳沒有太大的相似之處。前者只是一種淺黃色的半固體狀物質，而後者屬於乳劑的範疇， 鴿乳比牛乳和人乳更富含蛋白質和脂肪。 它還含有抗氧化劑和免疫增強因子。 如哺乳動物的乳汁一樣，鴿乳含IgA抗體，亦有一些種類的細菌。 紅鸛和鴿類無論雌雄都可以分泌鴿乳哺育後代，而企鵝中只有雄性才有此能力。 在哺乳期同哺乳類一樣由催乳激素刺激分泌。

## 外部連結
- Article on Bird Milk from stanford.edu（页面存档备份，存于）
- Article on the relationship between crop milk and clutch size in Mourning Doves (.pdf)（页面存档备份，存于）
- Smithsonian National Zoo article on Common Crowned Pigeon, includes paragraph on crop milk